# آن شب (فیلم ۱۹۵۸)
آن شب (فرانسوی: Cette nuit là...‎) فیلم درام جنایی به کارگردانی موریس کازنو و با بازی میلن دمونژو، موریس رونه و ژان سروه محصول ۱۹۵۸ فرانسه است. این اثر سینمایی اقتباسی از رمان سکوتی مرگ‌بار اثر میشل لبرون است که در سال ۱۹۵۷ منتشر شد.
فیلم در استودیو بیلانکورت در پاریس فیلمبرداری شد؛ و دکورهایش توسط کارگردان هنری ژاک شالو طراحی شده‌است.